# توني تاورز
توني تاورز (بالإنجليزية: Tony Towers)‏ هو لاعب كرة قدم بريطاني في مركز الوسط، ولد في 13 أبريل 1952 في مانشستر في المملكة المتحدة. شارك مع منتخب إنجلترا لكرة القدم. أما مع النوادي، فقد لعب مع برمنغهام سيتي وتامبا باي راوديز ومانشستر سيتي ونادي روتشديل ونادي سندرلاند.